# آیدن ماهر
آیدن ماهر (انگلیسی: Aiden Maher؛ زادهٔ ۱ دسامبر ۱۹۴۶) بازیکن فوتبال اهل بریتانیا است.
از باشگاه‌هایی که در آن بازی کرده‌است می‌توان به باشگاه فوتبال اورتون، باشگاه فوتبال ترانمره راورز، باشگاه فوتبال بث سیتی، و باشگاه فوتبال پلیموث آرگیل اشاره کرد.